# Microchilus arietinus
Microchilus arietinus é uma espécie de orquídea terrestre, família Orchidaceae, que habita da Venezuela à Argentina.